# Paectes areusa
Paectes areusa is een vlinder uit de familie van de Euteliidae. De wetenschappelijke naam van de soort is voor het eerst geldig gepubliceerd in 1862 door Walker.